# 핀란드 노동경제부
노동경제부(핀란드어: työ- ja elinkeinoministeriö; TEM 튀외 야 엘린케이노미니스테리외; 테에앰[*], 스웨덴어: arbets- och näringsministeriet)는 핀란드 국가평의회의 산하 12개 부처 중 하나다. 산업, 노동, 지방개발 관련 정책을 총괄한다.
핀란드 노동경제부에는 정무직 공무원이 경제장관, 노동장관 이렇게 2명 있다.
2008년 노동부와 상공부, 그리고 내무부의 지방업무 관련 부서가 합병되면서 만들어졌다. 초대 경제장관은 마우리 페카리넨이었다. 합병의 결과 새로 출범한 노동경제부의 크기가 너무 컸기 때문에 슈퍼부(superministeriö)라고도 불렸다.
산하에 15개 지방노동경제청, 15개 지방사업교통환경센터를 비롯한 여러 기관들을 거느리고 있다.